# Zwackhiomyces lithoiceae
Zwackhiomyces lithoiceae is een korstmosparasiet behorend tot de familie Xanthopyreniaceae. Hij parasiteert op het korstmos Verrucaria.

## Verspreiding
In Nederland komt het zeer zeldzaam voor.